# Ферри, Габриэль
Габриэль Ферри (фр. Eugène Louis Gabriel Ferry de Bellemare; 29 ноября 1809, Гренобль — 5 января 1852, Ла-Манш) — французский писатель, автор приключенческих романов для юношества.

## Биография
Родился и вырос в Гренобле. Получил образование в Коллеж-де-Версаль и работал в торговой фирме отца, которая вела дела с Мексикой. Как представитель торгового дома, с 1830 по 1837 годы он жил в Мексике, много путешествовал по этой стране и бывал на юге США. Затем вернулся во Францию, позже уехал в Испанию. К 1840 году он вернулся к работе в торговле. В 1843 году занялся писательством, а в 1846 году начал сотрудничество с литературным журналом «Revue des Deux Mondes» («Обозрение двух миров»). Наиболее известный роман «Le Coureur des bois» (в русских переводах — «Лесной бродяга» и «Обитатель лесов») был опубликовал в 1850 году. Помимо сочинений о Латинской Америке, Ферри писал также романы и рассказы о приключениях в других частях света: «Costal, l’India» (в русском переводе — «Косталь-индеец»), «Les Squatters» («Скваттеры»), «La Chasse aux Cosaques» («Охота на казаков»). «Французский Фенимор Купер» писал последние пять лет своей жизни.
Тяжёлое финансовое положение привело Ферри в США, где он собирался помогать французским поселенцам от лица правительства и улучшать условия иммиграции во время золотой лихорадки в Калифорнии. 2 января 1852 года он отплыл на пассажирском лайнере «Amazon» до Калифорнии, но, покинув Ла-Манш, пароход загорелся от удара молнии. Трагическая гибель Ферри способствовала популярности писателя: его рукописи, которые отказывались печатать при его жизни, неоднократно переиздавались. Слава помогла и писательской деятельности сына, также Габриэля Ферри. Основываясь на заметках отца 1850 года и его отчёте о Техасской экспедиции, опубликованном в феврале 1850 года в «Revue des Deux Mondes», в 1898 году сын издал роман «Les dernières aventures de Bois-Rosé» («Последние приключения розового дерева»), который отсылал к героям «Лесного бродяги». Бездетный сын Ферри завещал имение племяннику, который жил на острове Реюньон. Тайфун разрушил дом и унёс в море хранящиеся там рукописи Ферри.

### Сын
Сын, Габриэль Ферри де Бельмар (1846—1919), стал, как и отец, писателем, а также драматургом, хотя первоначально работал банковским служащим.
Самой известной его пьесой была «Réginah» (Регина, 1874). Наиболее известные романы: «Les dernières années d’Alexandre Dumas» (Последние годы жизни Александра Дюма, 1882); «Les patriotes de 1816» (Патриоты 1816 года, 1883); «Les deux maris de Marthe» (Два мужа Марты, 1884); «Balzac et ses amies» (Бальзак и его подруги, 1888); «Cap de fex» (1889); «Les exploits de César» (Подвиги Цезаря, 1889); «Les exploits de Martin» (Подвиги Мартина, 1890); «Les pronesses de Martin Robert» (Высказывания Мартина Робера, 1890).

## Произведения
| Год  | Оригинальное название          | Неофициальный перевод               |
| ---- | ------------------------------ | ----------------------------------- |
| 1847 | Voyage et aventures au Mexique | Путешествия и приключения в Мексике |
| 1850 | Le Coureur des bois            | Лесной бродяга / Обитатель лесов    |
| 1852 | Costal, l’Indien               | Косталь-индеец                      |
| 1853 | La Chasse aux Cosaques         | Охота на казаков                    |
| 1854 | Scènes de la vie mexicaine     | Сцены из мексиканской жизни         |
| 1857 | Les Squatters                  | Скваттеры                           |